# Parafia Nawiedzenia Najświętszej Maryi Panny w Nowym Bruśnie
Parafia Nawiedzenia Najświętszej Maryi Panny w Nowym Bruśnie – parafia rzymskokatolicka znajdująca się w dekanacie Narol, w diecezji zamojsko-lubaczowskiej. 
Do parafii należą wierni z Nowego Brusna i Polanki Horynieckiej.
Liczba mieszkańców: 600. Na terenie parafii znajduje się nieczynna kultowo zabytkowa drewniana cerkiew św. Paraskewy w Nowym Bruśnie.

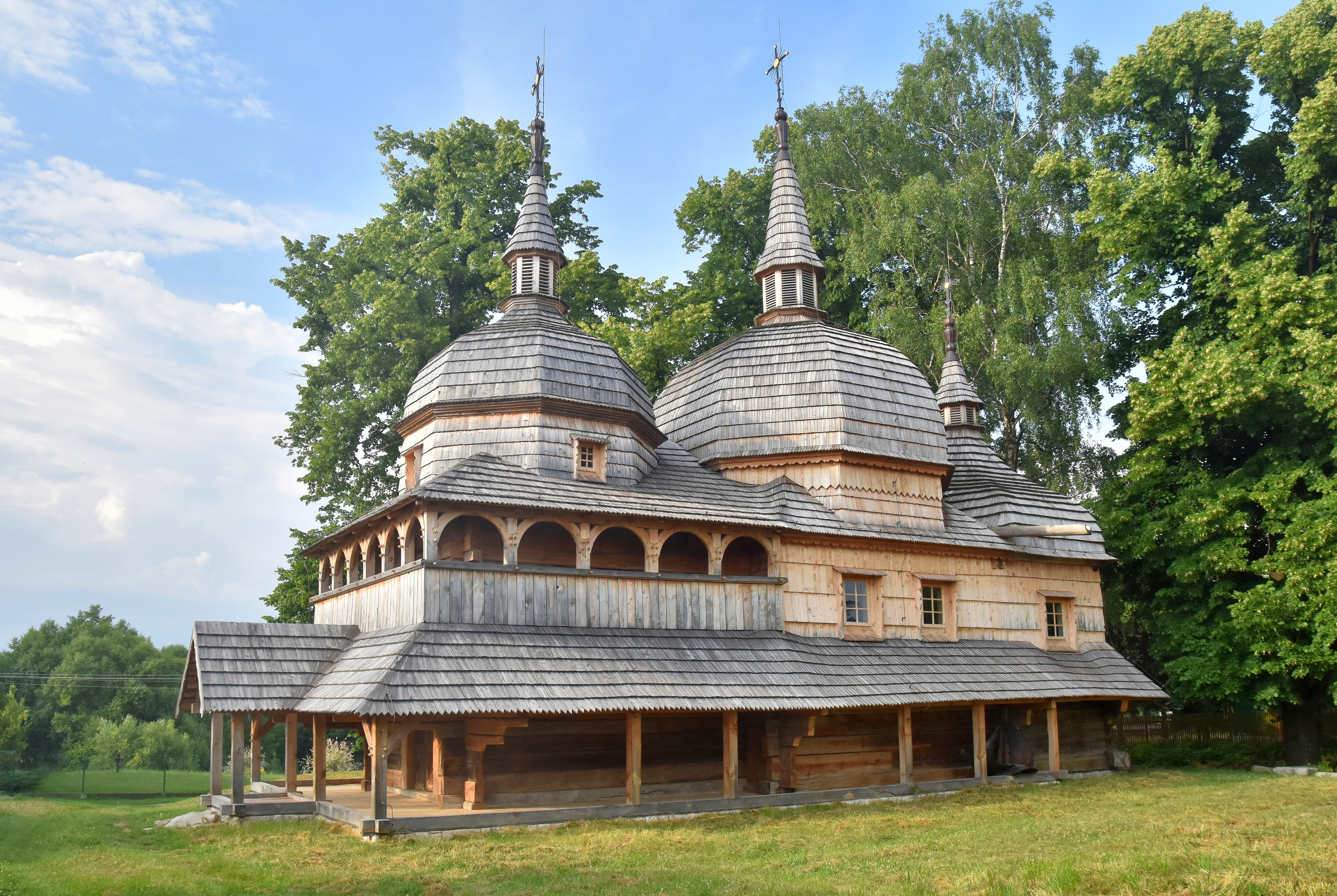
Cerkiew św. Paraskewy